# Dishwalla (album)
Dishwalla è il quinto album dei Dishwalla, pubblicato il 15 maggio del 2005, per la casa discografica Orphanage.

## Lista Canzoni
1. 40 Stories
2. Collide
3. Ease the Moment
4. Coral Sky
5. Winter Sun
6. Creeps in the Stone
7. Surrender the Crown
8. Bleeding Out
9. Life for Sale
10. Above the Wreckage
11. Far Away
12. Collide (Massy Mix)

## Crediti
Prodotto da Sylvia Massy Shivy, Bill Szymczyk e Ryan Greene.
- J.R. Richards: voce, chitarra
- Rodney Cravens: chitarra
- Scot Alexander: basso
- Pete Maloney: batteria, percussioni
- Jim Woods: tastiera